# Horace McCoy
Horace McCoy (14. dubna 1897, Pegram, Tennessee – 15. prosince 1955, Beverly Hills, Kalifornie) byl americkým spisovatelem a scenáristou, představitelem americké drsné školy a stylu noir. Jeho nejznámějším dílem je román Koně se přece střílejí (1935 - They Shoot Horses, Don't They?), který byl zfilmován Sydney Pollackem v roce 1969, čtrnáct let po McCoyově smrti.

## Život
McCoy se narodil v Pegramu, ve státě Tennessee. V posledním roce se účastnil i první světové války jako letec na západní frontě. Letěl několikrát za nepřátelské linie jako bombardér a průzkumný fotograf. Byl raněn a získal Croix de guerre (Válečný kříž) od francouzské vlády.
Od roku 1919 pracoval jako sportovní redaktor pro Dallas Journal v Texasu. Na konci dvacátých let začal publikovat své příběhy v bulvárech s mystickou tematikou.
Během Velké americké krize se přestěhoval do Los Angeles, aby se zde stal hercem. Hrál v nepříliš úspěšném filmu The Hollywood Handicap (1932). Práce vyhazovače na zábavním molu v Santa Monice pro něj byla inspirací k napsání knihy Koně se přece střílejí, příběhu o tanečním marathónu v dobách Velké americké krize.
McCoy psal především noirové klasiky, např. Kiss Tomorrow Goodbye (1948 – příběh vyprávěný amorálním hrdinou, Ralphem Cotterem, stejnojmenný film byl natočen James Cagneym v roce 1950).
V Hollywoodu psal McCoy westerny, detektivní melodramata i další filmy pro rozličná studia. I když většina jeho děl je průměrná, McCoy pracoval s takovými režiséry jako Henry Hathaway, Raoul Walsh nebo Nicholas Ray. Byl rovněž asistentem scenáristy při tvorbě filmu King Kong (1933).
McCoy zemřel v Beverly Hills na infarkt myokardu.
- Seznam děl v Souborném katalogu ČR, jejichž autorem nebo tématem je Horace McCoy